# كأس اليونان 1999–2000
كأس اليونان 1999–2000 (باليونانية: Κύπελλο Ελλάδος ποδοσφαίρου ανδρών 1999-00)‏ هو الموسم 58 من كأس اليونان. أشرف على تنظيمه الاتحاد الإغريقي لكرة القدم، وكان عدد الأندية المشاركة فيه 56، وفاز فيه أيك أثينا.